# Parafia Matki Bożej Ostrobramskiej w Zielonej Górze
Parafia Matki Bożej Ostrobramskiej w Zielonej Górze - Drzonkowie – rzymskokatolicka parafia w dzielnicy Zielonej Góry – Drzonkowie, należąca do dekanatu Zielona Góra – Podwyższenia Krzyża Świętego diecezji zielonogórsko-gorzowskiej, metropolii szczecińsko-kamieńskiej w Polsce, erygowana 1 sierpnia 2006 przez biskupa Adama Dyczkowskiego.

## Proboszczowie
- ks. Adam Tablowski (1.08.2006 – 31.07.2015)
- ks. kan. Rafał Szwaja (od 1.08.2015)

## Zasięg parafii
Drzonków, Sucha

## Kościół filialny
Kościół św. Marcina w Zielonej Górze to budowla późnoklasycystyczna zbudowana w roku 1821 na miejscu starszej świątyni – wzmiankowanej już w 1736 roku. Murowany z cegły, salowy, prostokątny, z kwadratową wieżą od południa i zakrystią od północy. Wnętrze nakryte stropem. Z pierwotnego kościoła zachowany dzwon z XV wieku.